# Potentilla reptans
La cinquefoglia comune (Potentilla reptans L., 1753) è una piccola pianta erbacea dal portamento strisciante e dai fiori gialli, appartenente alla  famiglia delle Rosacee.

## Etimologia
Il nome generico Potentilla deriva dal vocabolo latino potens (= potente) e dal diminutivo illa, quindi potenti proprietà curative in un piccolo fiore. L'epiteto specifico (reptans) deriva dal portamento strisciante della pianta.
I tedeschi chiamano questa pianta Kriechendes Fingerkraut ; i francesi la chiamano Potentille rampante ma anche Quintefeuille; mentre gli inglesi la chiamano Creeping Cinquefoil.

## Descrizione

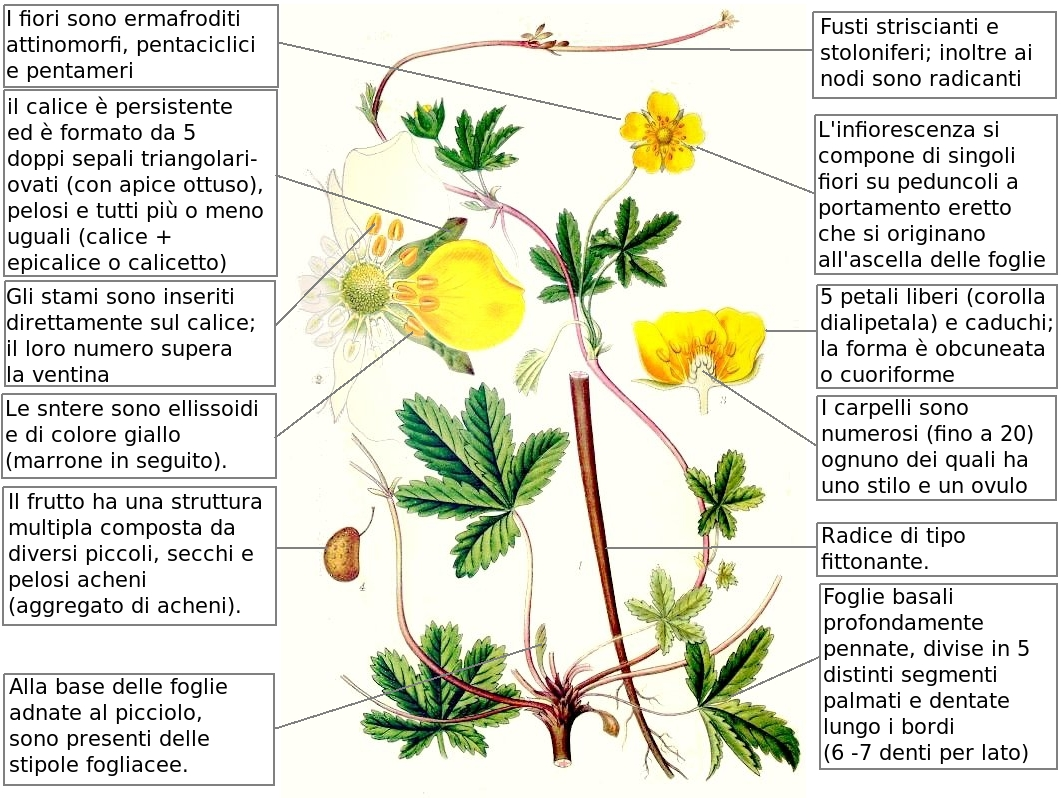
Descrizione delle parti della pianta

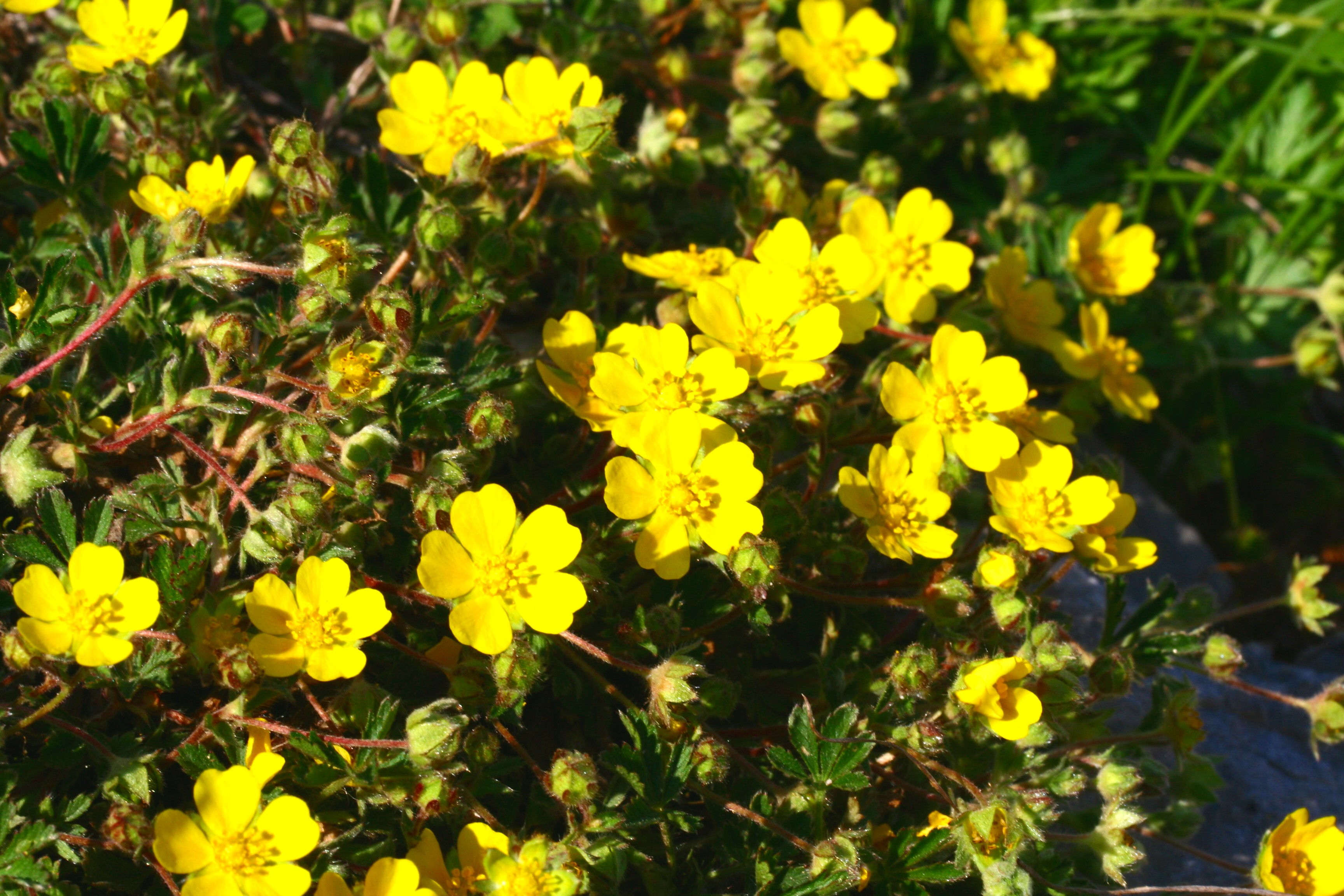
Il portamento
Località Marcador, Mel(BL), quota 341 m s.l.m. - 12/04/2007

Il portamento di questa pianta è decisamente strisciante e prostrato. Tutta la pianta presenta una pelosità più o meno scarsa. La forma biologica è emicriptofita rosulate (H ros), sono quindi piante perenni, con gemme svernanti al livello del suolo e protette dalla lettiera o dalla neve, e hanno le foglie disposte a formare una rosetta basale. Il ciclo biologico della pianta è perenne e la sua altezza massima oscilla tra i 10 e 20 cm.

### Radici
La radice è del tipo fittonante.

### Fusto
I fusti sono striscianti e stoloniferi lungamente striscianti; inoltre ai nodi sono radicanti (producono radici – a volte da questa zona può nascere una nuova pianta). Questo tipo di fusto può arrivare fino alla lunghezza di 1 metro.

### Foglie

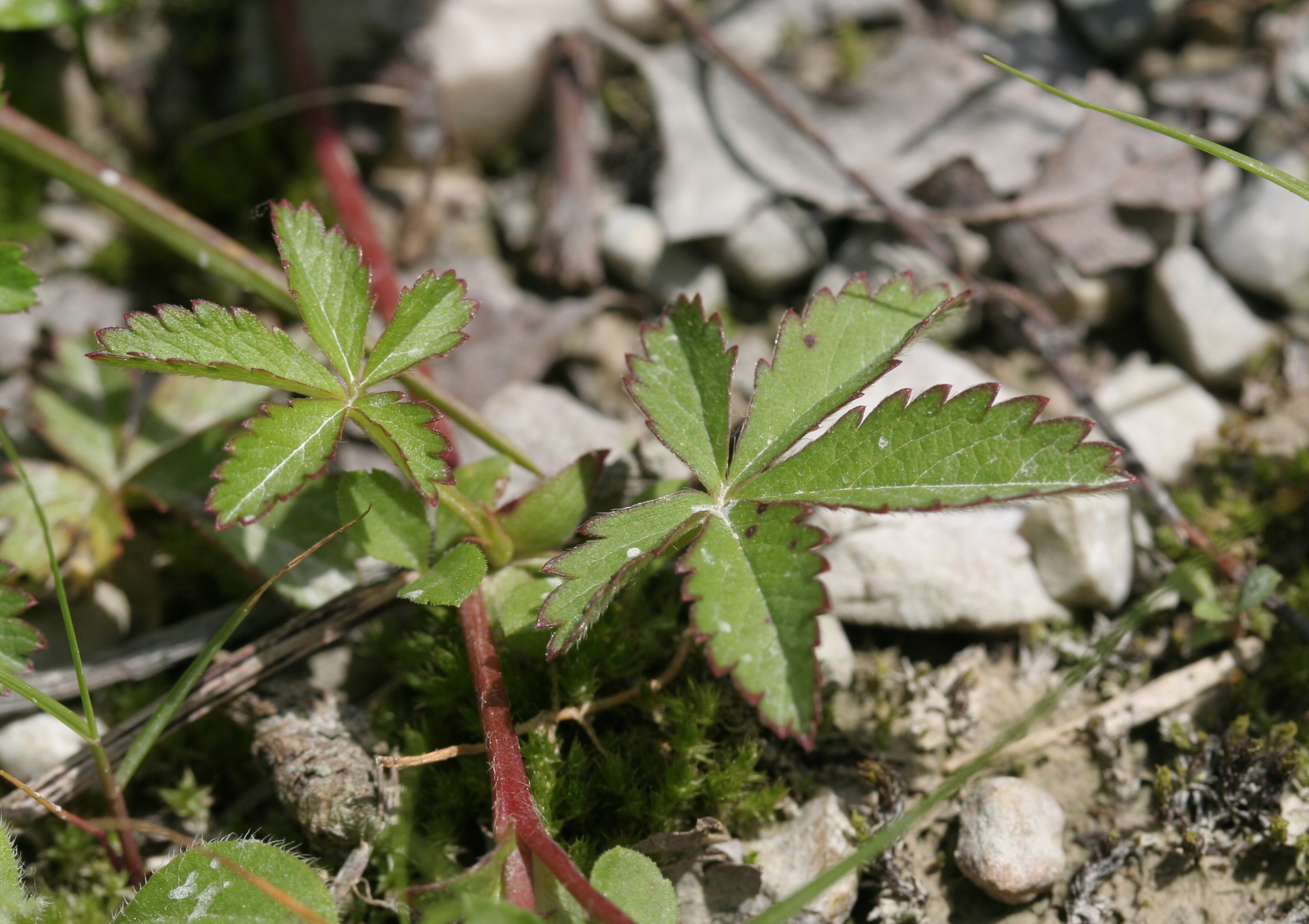
Le foglie
Località Praloran, Limana (BL), quota 319 m s.l.m. - 01/06/2008

Le foglie principali sono quelle della rosetta basale e sono profondamente pennate, divise in cinque (raramente sette) distinti segmenti palmati (chiamati lobi o foglioline) e dentati lungo i bordi (6 -7 denti per lato). Le foglie sono picciolate, mentre la forma dei segmenti è oblungo – ovata e la superficie può essere glabra oppure pubescente. Alla base delle foglie, adnate al picciolo, sono presenti delle stipole fogliacee. Dimensione dei lobi maggiori: larghezza 8 – 20 mm, lunghezza 16 – 60 mm.
Le foglie del fusto sono progressivamente più piccole e sub - sessili, ma fondamentalmente simili a quelle basali.

### Infiorescenza
L'infiorescenza si compone di singoli fiori su peduncoli a portamento eretto che si originano all'ascella delle foglie basali. Lunghezza dei peduncoli : 5 – 8 cm.

### Fiori

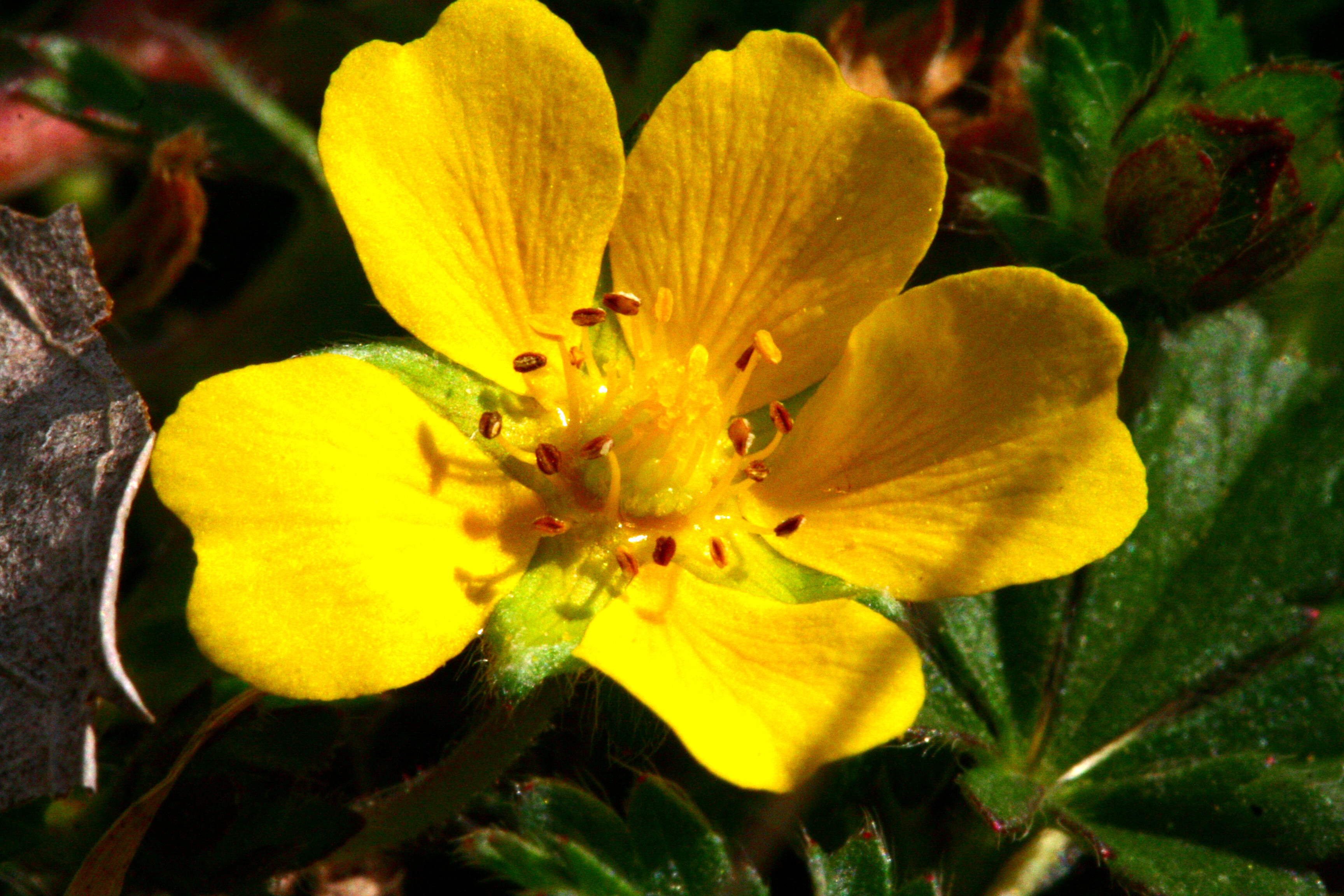
Il fiore
Località Valle di San Lucano (Col di Pra), Taibon Agordino (BL), quota 843 m s.l.m. - 07/04/2007

I fiori sono ermafroditi, attinomorfi, pentaciclici (sono presenti i 4 verticilli fondamentali delle Angiosperme: calice – corolla – androceo (con doppio verticillo di stami) – gineceo) e pentameri.  Il ricettacolo è piatto e asciutto nonché fruttifero. La dimensione totale del fiore è di 15 – 20 mm.
- Formula fiorale:

* K 5+5, C 5, A molti, G molti (supero)

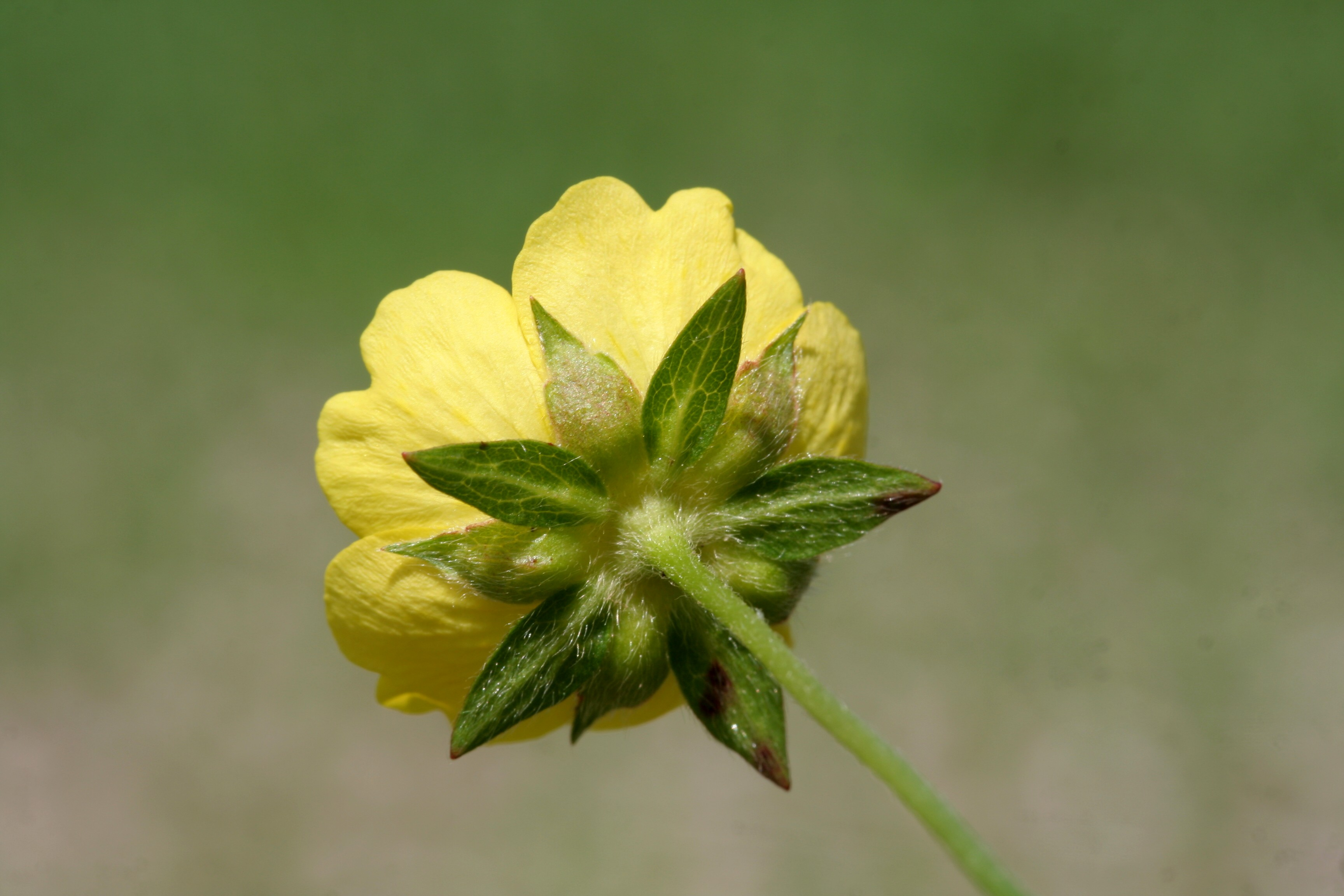
Calice ed epicalice
Località Praloran, Limana (BL), quota 319 m s.l.m. - 01/06/2008

- Calice:il calice verde, persistente e con tubo corto, è formato da 5 doppi sepali triangolari-ovati (con apice ottuso), pelosi e tutti più o meno uguali;  quindi è presente un secondo calice  chiamato epicalice (o calicetto). Questo può essere interpretato come un residuo delle stipole di foglie trasformate in sepali. Dimensione dei sepali: larghezza 2 mm, lunghezza 4 – 6 mm.
- Corolla: i 5 petali sono liberi (corolla dialipetala) e caduchi; il colore è giallo-oro e la forma è obcuneata o cuoriforme (obcordata), mentre all'apice sono smarginati. I petali sono disposti in modo opposto ai sepali del calice vero e proprio e quindi sono sovrapposti ai sepali dell'epicalice e sono più lunghi del calice (quasi il doppio). Dimensione dei petali : 10 mm, lunghezza 12 mm.
- Androceo: gli stami, del tipo a filamento, sono villosi nella metà inferiore e sono inseriti direttamente sul calice (androceo perigino); il loro numero supera la ventina (fiore di tipo “diplostemone”[3]) e sono disposti tipicamente in tre serie : 10+5+5; il nettario è disposto ad anello internamente agli stami. Le antere sono ellissoidi e di colore giallo (marrone in seguito).
- Gineceo: i carpelli sono numerosi (fino a 20) secchi e liberi ognuno dei quali ha uno stilo e un ovulo (gineceo apocarpico); l'ovario è supero. Gli stili sono caduchi e inoltre sono “elicati”, ossia sono tutti disposti su un asse comune.
- Fioritura : fiorisce tra maggio e settembre.
- Impollinazione :impollinazione tramite api e mosche. È anche una pianta auto-fertile (omogamia) : di notte e in condizioni meteorologiche avverse i fiori si chiudono, in questo modo si attiva la auto-fertilizzazione in quanto le antere entrano in contatto con gli stimmi.

### Frutti
Il frutto ha una struttura multipla composta da diversi piccoli, secchi e pelosi acheni (aggregato di acheni). Il frutto (di colore giallo-marrone) si trova inserito nel ricettacolo che è persistente.

## Distribuzione e habitat
- Geoelemento: il tipo corologico (area di origine) è Paleotemperato (o anche Eurasiatico: questa specie è propria dell'Europa e Asia occidentale) diventato in seguito Subcosmopolita.
- Diffusione: in Italia è diffusa ovunque ed è una pianta comunissima. In Europa è presente oltre che nelle pianure (al nord fino in Inghilterra e Norvegia) e anche sui vari rilievi compresi tra i Pirenei e il Caucaso. Si trova anche in Africa settentrionale oltre che in Asia (Siberia, Himalaya e Cina). In America del Nord non è nativa ma è stata introdotta dall'Europa.
- Habitat: questa pianta si può trovare negli incolti (oppure anche nelle colture), tra i ruderi e macerie o i fanghi umidi, stagni o fossi; ma anche nei prati poveri e pascoli mesofili e igrofili (ambienti vegetali che prediligono le zone umide) oppure fossati o margini dei sentieri e strade. Il substrato può essere indifferentemente sia calcareo che siliceo, mentre il pH è neutro; il terreno deve avere buoni valori nutrizionali ed essere mediamente umido.
- Diffusione altitudinale: l'altitudine preferita dalla specie oscilla tra il piano e i 1600 m s.l.m.. In montagna quindi frequenta il piano collinare e quello montano.

## Fitosociologia
Dal punto di vista fitosociologico la specie di questa scheda appartiene alla seguente comunità vegetale :
Formazione : comunità delle macro- e megaforbie terrestri
Classe : Molinio-Arrhenatheretea
Ordine : Potentillo-Polygonetalia
Alleanza : Potentillion anserinae

## Tassonomia
Il genere di questa pianta (Potentilla) è abbastanza numeroso, 200 è più specie delle quali oltre una cinquantina sono spontanee dei nostri territori. La famiglia (Rosaceae) è una delle più importanti sia perché comprende fiori diffusissimi come le rose ma anche per il discreto numero di generi (alcune classificazioni elencano oltre 400 generi per diverse migliaia di specie).
La specie di questa scheda appartiene alla sottofamiglia delle Rosoideae caratterizzata dall'avere l'ovario semi-infero (o supero) con molti carpelli, l'androceo perigino e i frutti di tipo achenio.
All'interno del genere secondo il Fiori (Adriano Fiori, botanico italiano 1865 – 1950) la specie di questa scheda appartiene alla sezione Potentillastrum caratterizzata dall'avere i fiori gialli o biancastri, petali più lunghi del calice, numerosi stami e carpelli (le altre sezioni sono : Fragariastrum, Sibbaldia e Comarum).

### Variabilità
“Cinquefoglia comune” deriva da un genere polimorfo e di difficile classificazione in quanto alcune specie differiscono per caratteristiche minime. 

Qui di seguito sono indicate alcune varietà e sottospecie (l'elenco può non essere completo e alcuni nominativi sono considerati da altri autori dei sinonimi della specie principale o anche di altre specie):
- Potentilla reptans L. var. angustiloba Ser. (1825)
- Potentilla reptans L. var. incisa Franchet (1884)
- Potentilla reptans L. var. minor Ser. in DC. (1825)
- Potentilla reptans L. var. reptans : è la specie base
- Potentilla reptans L. var. sericea Bréb. (1838)
- Potentilla reptans L. var. sericophylla Franchet (1884) : si presenta con peli appressati; la lamina fogliare a volte è divisa in tre lobi.

### Ibridi
La specie di questa scheda facilmente si ibrida con Potentilla erecta (entrambe sono specie molto comuni in Italia e si trovano ovunque) ed è probabile che la specie Potentilla anglica che ha caratteri intermedi tra le due specie sopra citate sia una specie ibridogenica. 
Nell'elenco che segue sono indicati alcuni ibridi interspecifici :
- Potentilla ×mixta Nolte ex Koch (1844) – Ibrido fra : Potentilla anglica e P. reptans
- Potentilla erecta × reptans – Ibridofra : Potentilla erecta e P. reptans

### Sinonimi
La specie di questa scheda, in altri testi, può essere chiamata con nomi diversi. L'elenco che segue indica alcuni tra i sinonimi più frequenti:
- Potentilla cacerensis Rivas Mateos (1900)
- Potentilla repens L. (1756)
- Potentilla subpedata C. Koch (1841)

### Specie simili
La maggior parte delle specie del genere Potentilla, se guardate da lontano o distrattamente, possono essere confuse tra di loro: i fiori sono straordinariamente simili e a volte differiscono per particolari poco significativi. Qui indichiamo solamente la specie che senz'altro è quelle più vicina a quella di questa scheda:
- Potentilla erecta (L.) Raeuschel – Potentilla tormentilla : come dice il nome il portamento è eretto e non strisciante, inoltre il numero dei petali dei fiori è normalmente quattro.

## Usi

### Farmacia
- Sostanze presenti: tannino, resina, gomma e ossalato di calcio[5].
- Proprietà curative: la medicina popolare usa la “Cinquefoglia comune“ per le sue proprietà astringenti (limita la secrezione dei liquidi) e antiflogistiche (guarisce dagli stati infiammatori), questo grazie all'elevato contenuto di sostante tanniniche. Altre proprietà sono : antidiarroiche (calma la diarrea per mezzo sia di azioni astringenti e sedative dell'intestino), febbrifughe (abbassa la temperatura corporea) e odontalgiche (attenua il dolore ai denti).
- Parti usate: le radici e le foglie sotto forma di decotto o sciroppo.

### Cucina
Le foglioline giovani si possono mangiare nelle insalate.

### Industria
L'industria cosmetica usa questa pianta per produrre creme antirughe (sembra che la pelle venga rilassata da impacchi preparati con alcune parti della pianta).

### Giardinaggio
Può essere usata anche per i giardini rocciosi e alpini. Non è una pianta difficile ha bisogno di un ambiente ben drenato, abbastanza secco e soleggiato (comunque tollera anche terreni lievemente umidi e in mezza ombra). Il suolo deve essere più alcalino che acido. Si deve fare attenzione a dove si mette l'impianto in quanto è invasivo (in ambienti favorevoli ad ogni anno si espande per oltre 1,5 metri). Si propaga o per seme o per divisione in primavera o in autunno.

## Galleria d'immagini

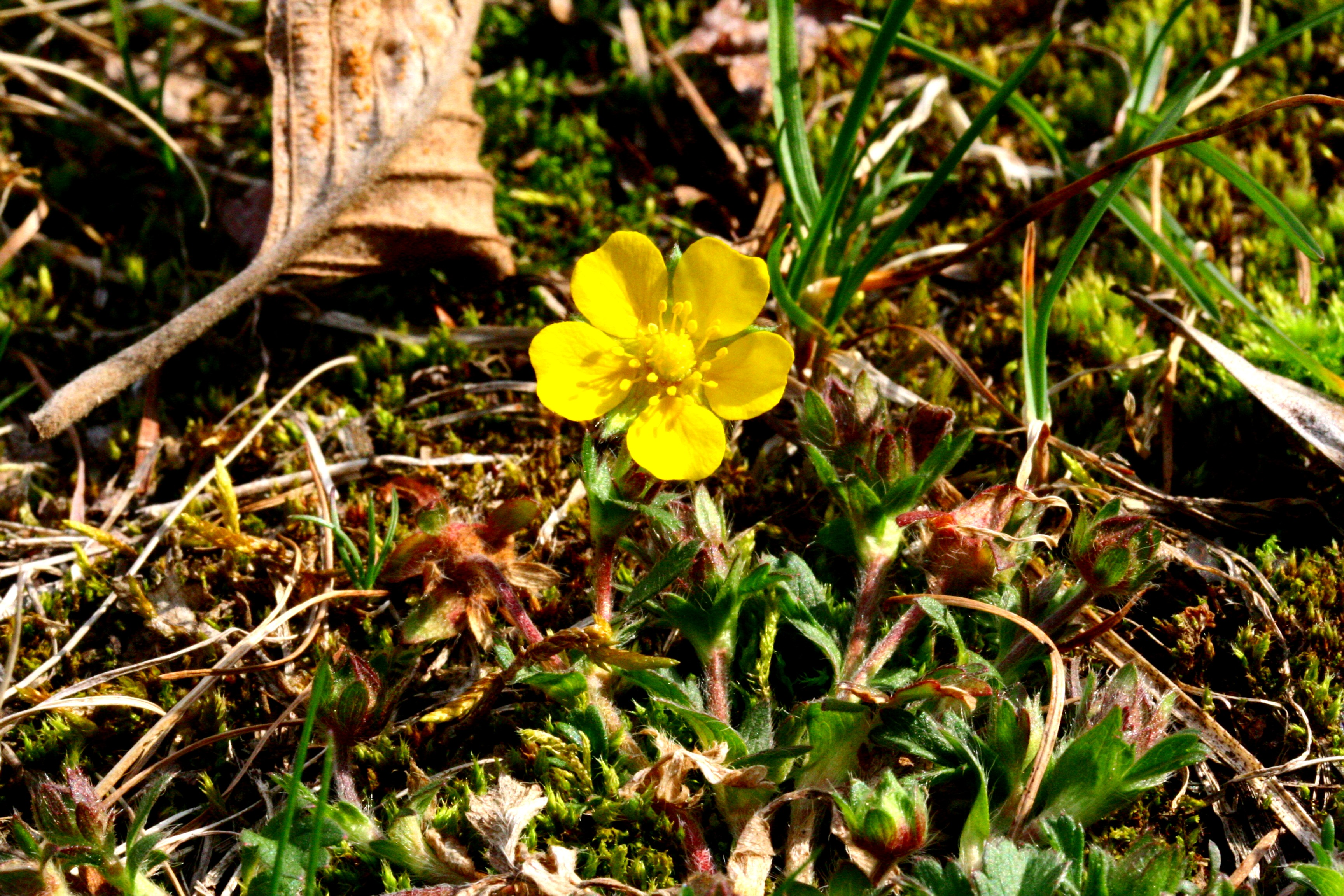
Località Valle di San Lucano (Col di Pra), Taibon Agordino (BL), quota 843 m s.l.m.  - 07/04/2007
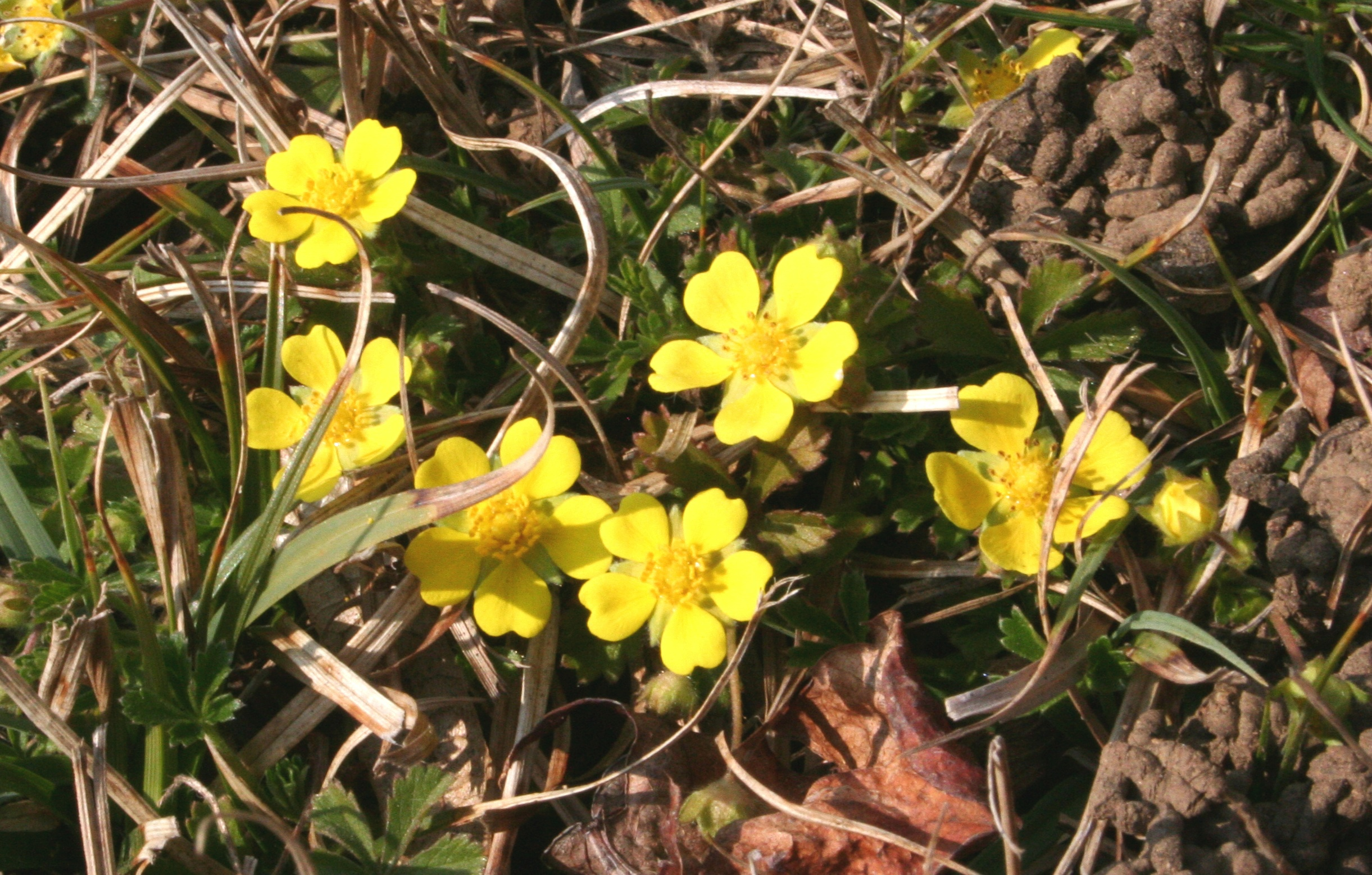
Località Pascoli (BL), quota 705 m s.l.m. - 04/03/2007
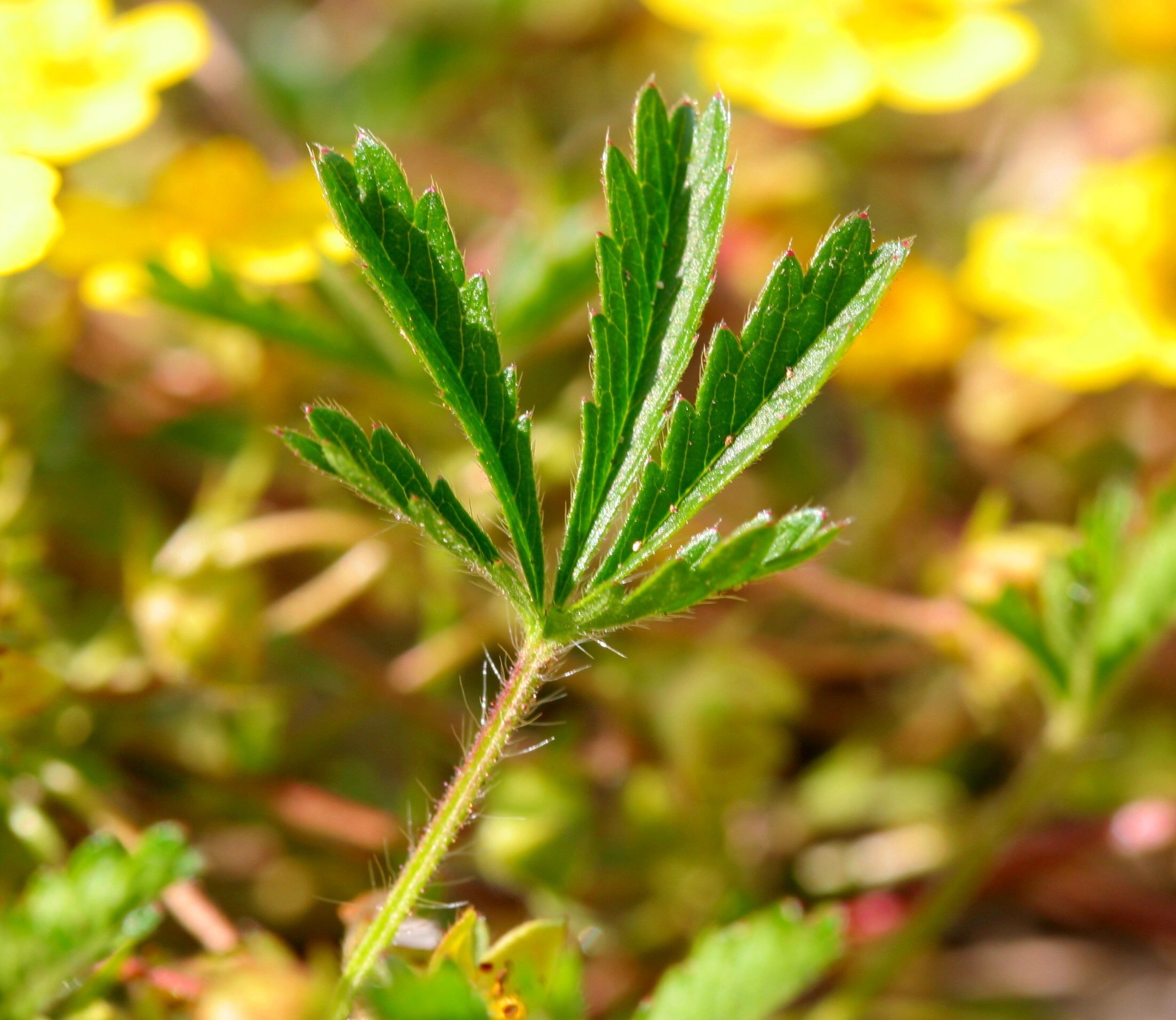
Località Cesa, Limana (BL), quota 330 m s.l.m. - 23/04/2008
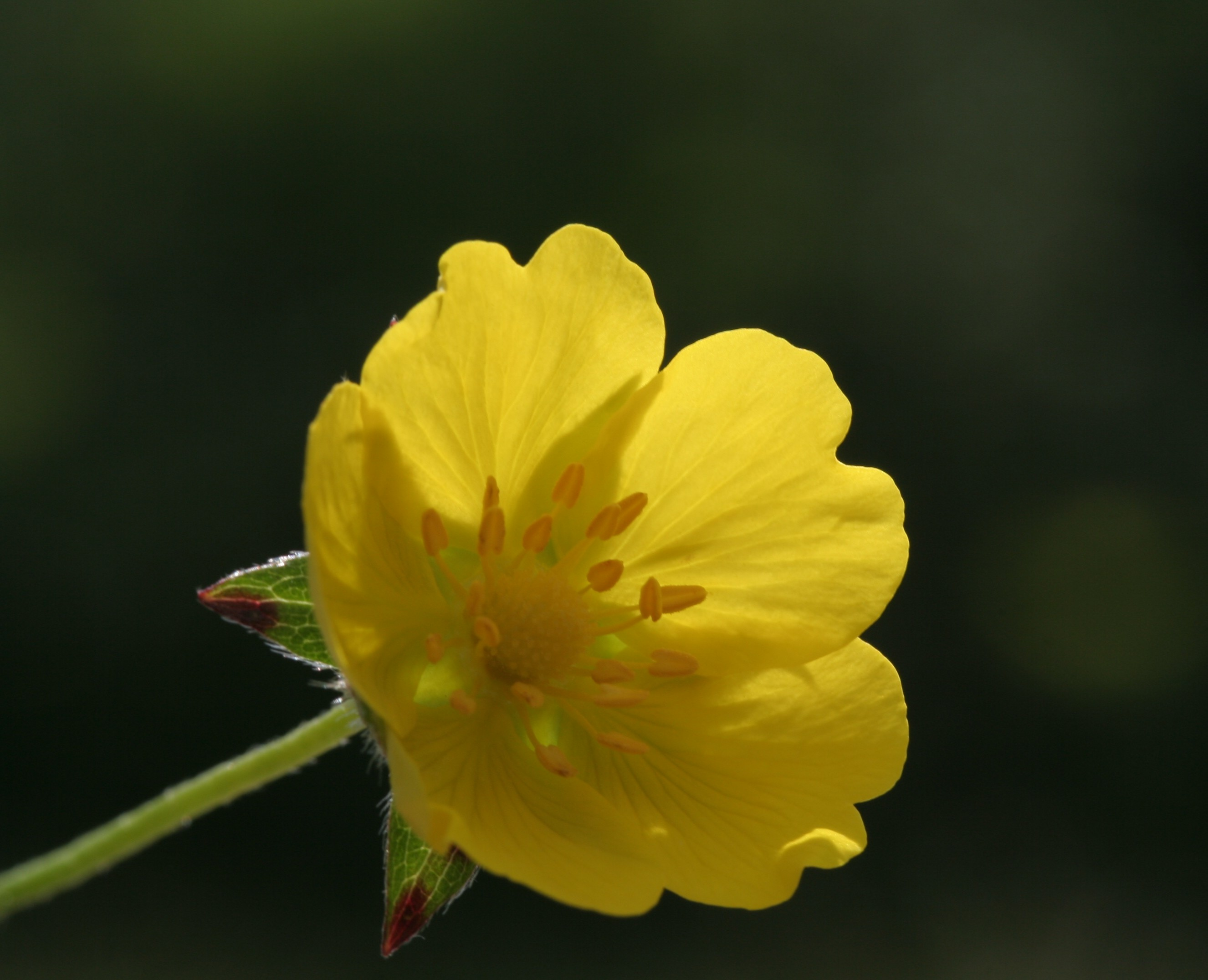
Località Praloran, Limana (BL), quota 319 m s.l.m – 01/06/2008
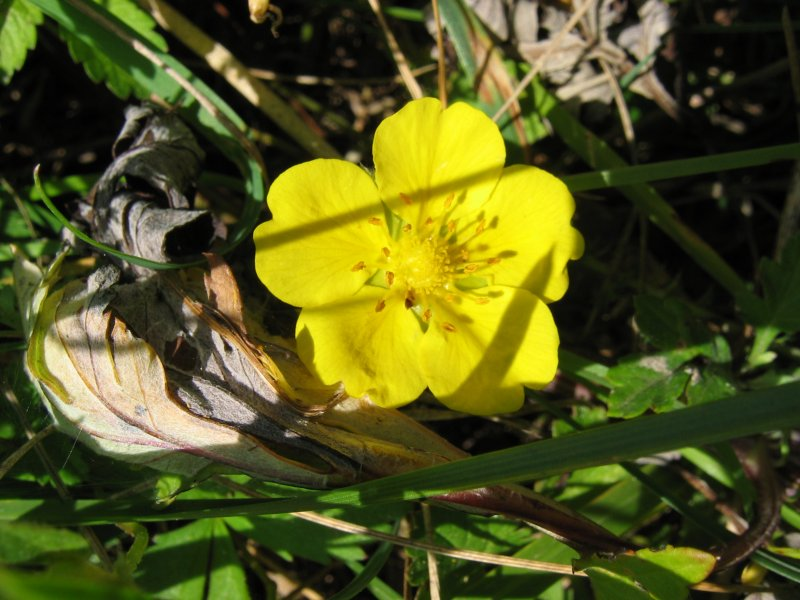
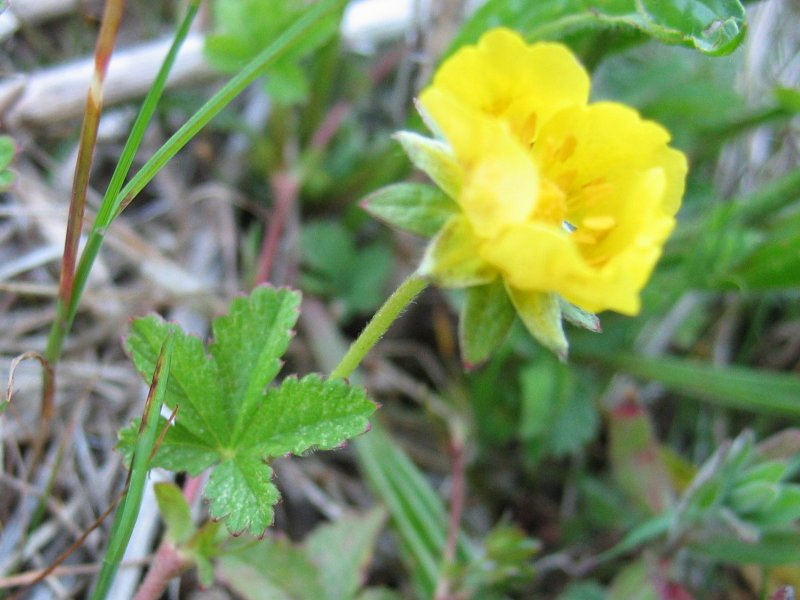
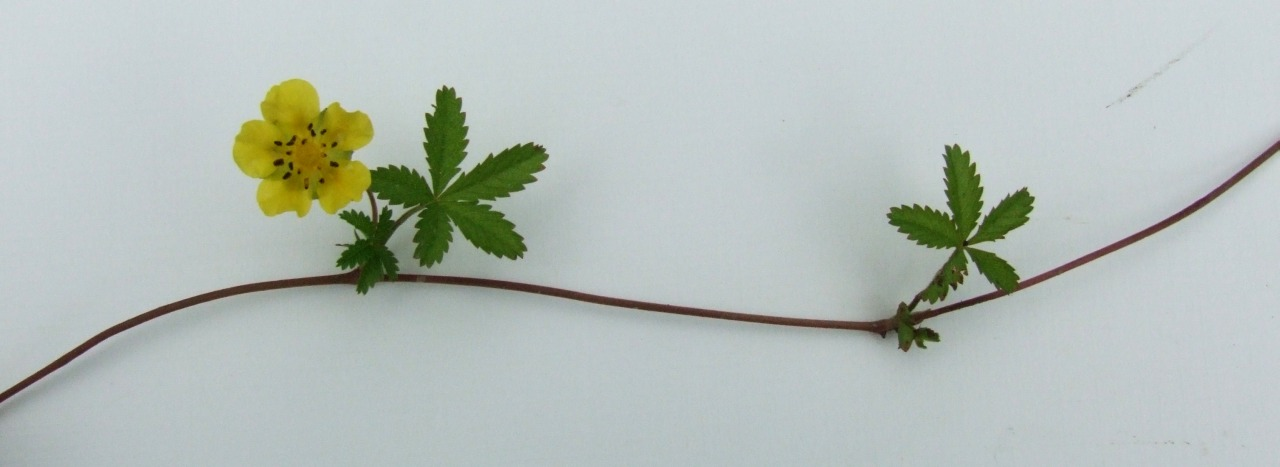
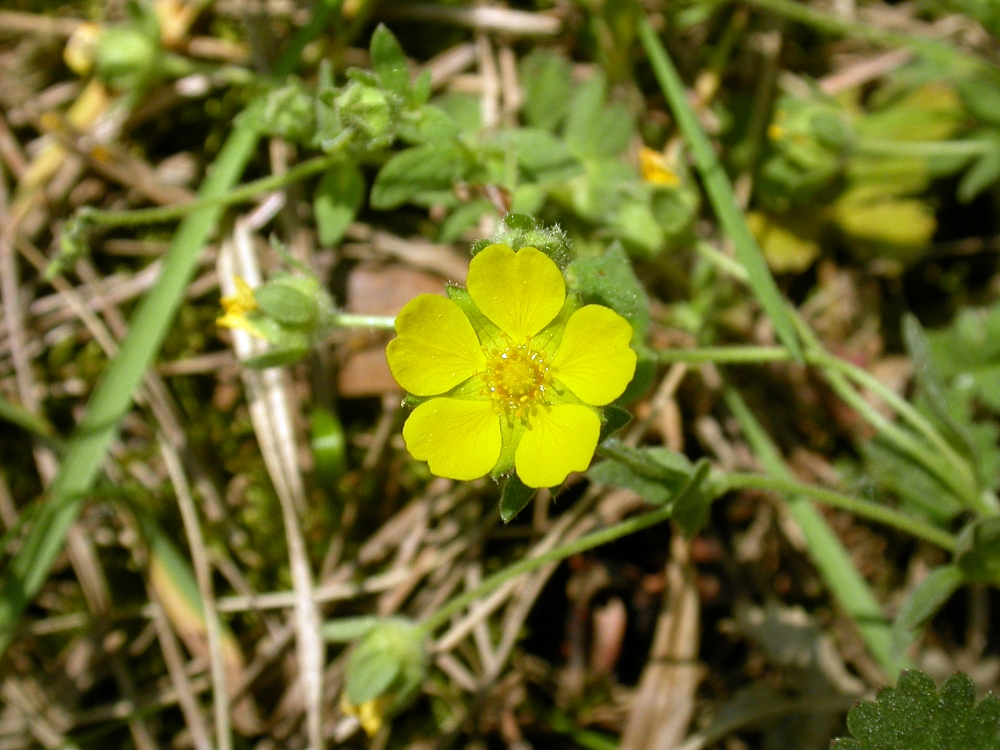